# Muros (kommunhuvudort i Spanien, Galicien, Provincia da Coruña, lat 42,78, long -9,06)
Muros är en kommunhuvudort i Spanien.   Den ligger i provinsen Provincia da Coruña och regionen Galicien, i den nordvästra delen av landet, 500 km nordväst om huvudstaden Madrid. Muros ligger 14 meter över havet och antalet invånare är 9 999.
Terrängen runt Muros är huvudsakligen kuperad, men åt sydväst är den platt. Havet är nära Muros åt sydost.  Muros är det största samhället i trakten. I omgivningarna runt Muros växer i huvudsak blandskog.